# Фішбах-Гослікон
Фішбах-Гослікон (нім. Fischbach-Göslikon) — громада  в Швейцарії в кантоні Ааргау, округ Бремгартен.

## Географія
Громада розташована на відстані близько 85 км на північний схід від Берна, 20 км на схід від Аарау.
Фішбах-Гослікон має площу 3,1 км², з яких на 19,1% дозволяється будівництво (житлове та будівництво доріг), 49,8% використовуються в сільськогосподарських цілях, 19,4% зайнято лісами, 11,7% не є продуктивними (річки, льодовики або гори).

## Демографія
2019 року в громаді мешкало 1607 осіб (+12,7% порівняно з 2010 роком), іноземців було 17,2%. Густота населення становила 523 осіб/км².
За віковим діапазоном населення розподілялося таким чином: 21,3% — особи молодші 20 років, 63,2% — особи у віці 20—64 років, 15,4% — особи у віці 65 років та старші. Було 674 помешкань (у середньому 2,4 особи в помешканні).
Із загальної кількості 357 працюючих 26 було зайнятих в первинному секторі, 182 — в обробній промисловості, 149 — в галузі послуг.